# Mallerenga de Taiwan
La mallerenga de Taiwan (Machlolophus holsti) és una espècie d'ocell passeriforme que pertany a la família Pàrids endèmica de Taiwan.

## Descripció
Fa uns 13 cm llarg. Té les parts superiors de color negre blavós i les inferiors de color groc intens. Es caracteritza per tenir un plomall força prominent al pili, que està compost per plomes negres, encara que les de la part posterior tenen la punta blanca. Presenta una brida negra que contrasta amb la part frontal de la cara que és groga. El bec és curt i negre i les potes també són negres.

## Distribució i hàbitat
Es troba únicament als boscos de muntanya de Taiwan. Està classificada com a espècie gairebé amenaçada per la UICN, a causa de la restringida àrea de distribució i la captura massiva d'exemplars per a l'exportació com a aus de gàbia.

## Taxonomia
Anteriorment es classificava en el gènere Parus, però va ser traslladat al gènere Machlolophus, com altres espècies, quan una anàlisi genètica publicada el 2013 va demostrar que totes elles formaven un nou clade.